# Club Deportivo Toreno
El Club Deportivo Toreno (también conocido como C. D. Toreno) es el club de fútbol de la localidad de Toreno, situada en el municipio del mismo nombre, ubicado en la comarca de El Bierzo, provincia de León, comunidad autónoma de Castilla y León, España. Actualmente milita en la Primera División Provincial Aficionados de Castilla y León, en la provincia de León.

## Historia
El Club Deportivo Toreno fue fundado en el año 1974 y desde entonces juega en el Estadio Municipal "El Campón". Durante varias décadas tiene un equipo absoluto, al que con los años se le van sumando, poco a poco, diversas categorías inferiores. Durante un breve periodo, este equipo senior desaparece y solo quedan las categorías de benjamines, alevines, cadetes y juveniles. Hasta que en el año 2010 reaparece el equipo de aficionados, que actualmente milita en la mencionada Primera División Provincial Aficionados de Castilla y León, en la provincia de León.
Durante 9 temporadas el club formó parte de la Tercera División de España, entre los años 1980 (temporada 1980-1981) y 1989 (temporada 1988-1989), siendo su entrenador durante algunos años Gonzalo González Vuelta, que posteriormente entrenaría, entre otros, a la Sociedad Deportiva Ponferradina "B".
El equipo en la temporada 22/23 fue campeón de Primera División Provincial Aficionados de Castilla y León. Pero por motivos económicos no ascendió a regional￼

## Uniforme
El primer uniforme y tradicional está compuesto por camiseta naranja, pantalón negro y medias naranjas de la marca deportiva Macron. 

La segunda equipación es camiseta verde, pantalón verde y medias verdes de la marca deportiva Macron.. 

Aunque en sus inicios, originalmente, la camiseta era blanca -con una franja roja- y el pantalón también del mismo color.

## Temporadas enTercera División
| Temporada | Categoría        | J  | G  | E  | P  | GF | GC | Puntos | Puesto | Copa del Rey |
| --------- | ---------------- | -- | -- | -- | -- | -- | -- | ------ | ------ | ------------ |
| 1980-81   | Tercera División | 38 | 10 | 7  | 21 | 39 | 70 | 27     | 17º    |              |
| 1981-82   | Tercera División | 38 | 16 | 7  | 15 | 63 | 61 | 39     | 7º     |              |
| 1982-83   | Tercera División | 38 | 8  | 13 | 17 | 34 | 56 | 29     | 16º    | 1ª ronda     |
| 1983-84   | Tercera División | 38 | 15 | 10 | 13 | 40 | 39 | 40     | 8º     |              |
| 1984-85   | Tercera División | 38 | 13 | 13 | 12 | 53 | 38 | 39     | 8º     |              |
| 1985-86   | Tercera División | 37 | 13 | 11 | 13 | 40 | 45 | 37     | 9º     |              |
| 1986-87   | Tercera División | 40 | 15 | 11 | 14 | 57 | 63 | 41     | 9º     | 1ª ronda     |
| 1987-88   | Tercera División | 42 | 13 | 12 | 17 | 51 | 60 | 38     | 13º    |              |
| 1988-89   | Tercera División | 38 | 4  | 17 | 17 | 27 | 52 | 25     | 19º    |              |

```
LEYENDA

 :Ascenso de categoría

 :Descenso de categoría

 :Descenso administrativo
```

### Participaciones enCopa del Rey
Información:
| Temporada | Ronda         | Rival           | Local | Visitante | Global |  |
| --------- | ------------- | --------------- | ----- | --------- | ------ |  |
| 1982-83   | Primera ronda | SD Ponferradina | 1-0   | 0-3       | 1-3    |  |
| 1986-87   | Primera ronda | UD Salamanca    |       | 0-7       | 0-7    |  |